# Наричайте ме О
„Наричайте ме О“ (на френски: Ho!), (на италиански: Criminal Face - Storia di un criminale) е френско-италиански криминален филм, излязъл по екраните през 1968 година. Филмът е режисиран от Робер Енрико. Главните роли се изпълняват от Жан-Пол Белмондо и Джоана Шимкус. Сценарият е по романа на Жозе Джовани.

## Сюжет
Автомобилният състезател Франсоа Олен, по прякор „O“, се отказва от спорта, след като приятелят му умира по негова вина. „O“ попада в бандата на банкови обирджии, като шофьор. Останалите членове на бандата, братята Шварц, се отнасят с презрение към него, но са принудени да работят с него, защото без добър шофьор професията им е обречена на провал. По време на подготовката на следващия обир водачът на бандата случайно умира. „O“ възнамерява да заеме мястото му, за да извърши обира. Първата точка от плана им, както обикновено, е кражбата на автомобил, която е поверена на „O“. Но полицията успява да го задържи и го изпраща в затвора. Там той е в една килия с клошар, получил само месец и половина, и започва да се стреми да заприлична външно на него и се представя за него. След месец и половина охраната вече не може да различава единия от другия и „O“ успява да излезе от затвора вместо скитника. Първото нещо, което прави е да се снабди с фалшиви документи и да се върне в стария апартамент на бандата. На следващия ден всички вестници на първите страници публикуват статии за дръзкото бягство от затвора, наричайки Олен обществения враг номер едно и човек със стоманени нерви и твърдят, че докато такъв гениален престъпник е на свобода, престъпният свят е непобедим. По този начин полицията, с помощта на журналисти, се надява да провокира Олен на необмислени действия, знаейки за прекомерната му суета. Но той разгадава плана им и принуждава автора на статиите да напише истината. Освен това Олен възнамерява да изпълни плана за обир, който са разработили преди ареста му, но братята Шварц отказват да работят с него, тъй като вече са му намерили заместник. Тогава Олен търси нови съучастници и открива трима дребни обирджии на коли, като им предлага да участват в банковия обир с него. Те успяват в обира, но скоро полицията тръгва по следите на Олен, знаейки слабостта му към скъпите вратовръзки, организират засада в магазин. Опитвайки се да се измъкне от преследването, Олен отново се сблъсква с братята Шварц, които се опитват да му вземат откраднатите пари. Това струва живота на братята и приятелката на Олен, известен модел. Олен отново попада в ръцете на полицията.

## В ролите
| Актьор           | Роля             |
| ---------------- | ---------------- |
| Жан-Пол Белмондо | Франсоа Олин (О) |
| Джоана Шимкус    | Бенедикт         |
| Реймон Бюсиер    | Робер            |
| Пол Кроше        | Жорж Бриан       |
| Стефан Фей       | Шварц младши     |
| Тони Тафин       | Шварц големия    |
| Андре Вебер      | Пралине          |
| Жан-Пиер Бертран | Боги             |
| Ермано Казанова  | Затворник        |
| Ален Делон       | наупоменат       |